# Koto Jayo (Pelepat Ilir)
Koto Jayo is een bestuurslaag in het regentschap Bungo van de provincie Jambi, Indonesië. Koto Jayo telt 1542 inwoners (volkstelling 2010).